# Pokój królewski

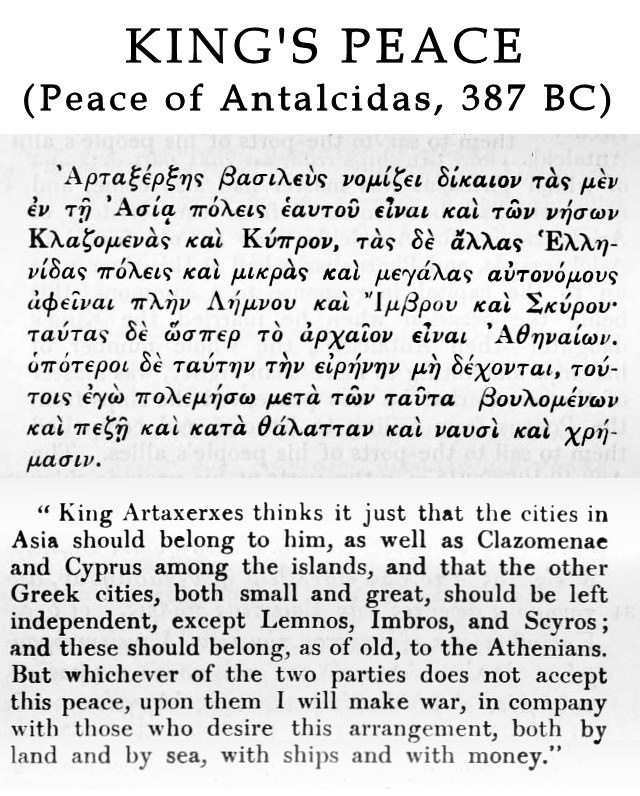
Pokój królewski (na górze treść w języku greckim, poniżej treść przetłumaczona na język angielski)

Pokój królewski – układ zawarty na przełomie 387 i 386 r. p.n.e. pomiędzy Spartą a królem Persji Artakserksesem II. Kończył on konflikt Sparty z Persją podczas wojny korynckiej. Zwany również pokojem Antalkidasa od imienia wysłannika Sparty.
W myśl traktatu Persja zrywała sojusze z wrogami Sparty: Atenami, Koryntem, Beocją i Argos. Sparta natomiast wycofała swe wcześniejsze deklaracje o ochronie miast greckich w Jonii i Azji Mniejszej. 
Oznaczało to oddanie Persji miast greckich, wyzwolonych wcześniej w wyniku wojen perskich w Azji Mniejszej i na Cyprze. W zamian Sparta utrzymała hegemonię w Grecji oraz Związek Peloponeski pomimo rozwiązania innych wrogich jej związków. W rezultacie upadł ostatecznie mit Sparty jako wyzwoliciela Grecji spod jarzma perskiego.